# Colonia Morelos, Tingüindín
Colonia Morelos är en ort i Mexiko.   Den ligger i kommunen Tingüindín och delstaten Michoacán de Ocampo, i den centrala delen av landet, 400 km väster om huvudstaden Mexico City. Colonia Morelos ligger 1 691 meter över havet och antalet invånare är 168.
Terrängen runt Colonia Morelos är varierad. Runt Colonia Morelos är det ganska tätbefolkat, med 54 invånare per kvadratkilometer. Närmaste större samhälle är Tingüindín, 3,0 km söder om Colonia Morelos. I omgivningarna runt Colonia Morelos växer huvudsakligen savannskog.